# Earl McCullouch
(en) Statistiques sur pro-football-reference
Earl R. McCullouch (né le 10 janvier 1946 à Clarksville) est un athlète américain spécialiste du 110 mètres haies, détenteur du record du monde de la discipline de 1967 à 1969. Il a également évolué au sein de la Ligue nationale de football américain sous les couleurs des Lions de Détroit et des Saints de la Nouvelle-Orléans.

## Carrière sportive
Étudiant à l'Université de Californie du Sud, Earl McCullouch évolue au sein de l'équipe de Football américain des Trojans d'USC au poste de Wide receiver. Remarqué pour ses pointes de vitesse, il intègre l'équipe d'athlétisme de l'Université et se spécialise rapidement dans les courses de haies hautes. Il s'illustre lors de sa première année de grande compétition, en 1966, en se classant troisième des Championnats de l'Amateur Athletic Union derrière Willie Davenport et Richmond Flowers. Il remporte dès l'année suivante son premier titre NCAA sur 120 yards haies. Durant l'été 1967, il établit un nouveau record du monde du relais 4 × 110 yards (38 s 6) au sein de l'équipe des USC Trojans dans laquelle figurent également Fred Kuller, O.J. Simpson et le Jamaïcain Lennox Miller. Il se classe ensuite deuxième des Championnats des États-Unis derrière son compatriote Willie Davenport.
Le 16 juillet 1967, Earl McCullouch prend sa revanche sur son rival en s'imposant lors des sélections américaines pour les Jeux panaméricains. Il égale à cette occasion, avec le temps de 13 s 2, le record du monde du 110 m haies détenu conjointement par Martin Lauer et Lee Calhoun. Il remporte finalement les Jeux panaméricains de Winnipeg en 13 s 49, devant Willie Davenport et le Cubain Juan Morales. Il repousse de nombreuses propositions de franchises américaines de football américain, préférant se consacrer à l'athlétisme en vue des Jeux olympiques de 1968.
Vainqueur du 55 yards haies des championnats NCAA en salle 1968, McCullouch s'adjuge son deuxième titre NCAA en plein, en juin 1968, à Berkeley, dans le temps de 13 s 4. Il remporte ensuite son unique titre de 
champion des États-Unis à Sacramento où il réalise le temps de 13 s 5 en finale du 120 yards haies. Favori des sélections olympiques américaines, le 30 juin à Los Angeles, Earl McCullouch mène largement la course avant d'être déséquilibré après avoir heurté la huitième haie. Il termine finalement septième de la course en 14 s 2 et ne se qualifie pas pour les Jeux de Mexico.
Poursuivant en parallèle le football américain, Earl McCullouch fait partie des cinq joueurs des USC Trojans sélectionnés au premier tour de la Draft 1968 de la NFL. Il décide alors d'abandonner l'athlétisme pour signer un contrat avec les Lions de Détroit et est désigné rapidement Rookie de l'année 1968. Il évolue par la suite au sein des Saints de la Nouvelle-Orléans.

## Palmarès

### International
| Date | Compétition        | Lieu     | Place | Temps  | Épreuve     |
| ---- | ------------------ | -------- | ----- | ------ | ----------- |
| 1967 | Jeux panaméricains | Winnipeg | 1er   | 13 s 8 | 110 m haies |

### National
- Championnats des États-Unis : vainqueur du 120 yards haies en 1968
- Championnats NCAA : vainqueur du 120 yards haies en 1967 et du 110 m haies en 1968

## Sources
- Robert Parienté et Allain Billouin, La Fabuleuse Histoire de l'athlétisme, p. 451, Minerva, 2003